# Завилянський Ізраїль Якович
Ізраїль Якович Завилянський (1901, Київ — 1979, Київ) — український психіатр і психотерапевт. 

## Життєпис
Народився в 1901 році в Києві. Доцент кафедри психіатрії Київського медичного інституту. Доктор медичних наук.
Відомий дослідженнями в області клініки і діагностики шизофренії, епілепсії, алкоголізму, психозів пізнього віку. Розробляв питання методології деонтології в психіатрії, теорії і практики психотерапії. 

## Праці
- «Методика психіатрічного дослідження» (1958);
- «Лікар і хворий» (1964);
- «Деонтологія в психіатрії», разом із Л. І. Завилянською (1979);
- «Психіатричний діагноз», разом із В. М. Блейхером (1979).